# Rhytidocaulon arachnoideum
Rhytidocaulon arachnoideum är en oleanderväxtart som beskrevs av T.A.Mccoy. Rhytidocaulon arachnoideum ingår i släktet Rhytidocaulon och familjen oleanderväxter. Inga underarter finns listade i Catalogue of Life.